# 丹尼尔·卢瑟福
丹尼尔·卢瑟福（英語：Daniel Rutherford，1749年11月3日—1819年12月15日），苏格兰化学家，氮元素的发现者。

## 生平
丹尼尔的父亲约翰·卢瑟福（1695年－1779年）是爱丁堡大学医学院的教授。七岁时他在私人教育家蒙代尔开办的蒙代尔学校接受教育，学习拉丁语和希腊语。十六岁进入爱丁堡大学就读。在完成了基础课程的学习后，他进入了医学专业学习，同时选了一些化学课程。
丹尼尔·卢瑟福的化学老师最初是威廉·库伦，1766年库伦接替罗伯特·怀特就任医学院院长，约瑟夫·布拉克接替库伦担任化学教授。布拉克在研究二氧化碳的性质时，发现蜡烛在这种气体里无法燃烧。他把这个问题交给了他的学生，在自己于1722年提交的博士论文里，丹尼尔·卢瑟福发现二氧化碳可以通过煅烧石灰石或者用石灰石和酸反应得到，并可以用苛性钠溶液吸收。
随后卢瑟福在密闭的容器里放入动物和燃烧的蜡烛，发现动物最终死亡和蜡烛熄灭后，容器中仍存在很大一部分气体。他用苛性钠吸收了其中的二氧化碳，剩余了一些无法支持呼吸的气体，所以他称这种气体为“有害气体”（即氮气）。由于卢瑟福和布拉克都相信燃素说，认为燃烧是一个可燃物质放出燃素，周围气体接受燃素的过程，而这种气体中的燃素已经饱和，故而不支持燃烧，故称其为“燃素气体”。
在取得医学博士学位后，丹尼尔·卢瑟福到法国和意大利游览，1775年回到爱丁堡开业行医，1777年他被选为皇家医学会会员，1778年宣读了关于活性气体（氧气）的论文。1786年他接替约翰·侯普担任了爱丁堡大学的植物学教授与爱丁堡王家植物园的管理者。